# 羅秀惠

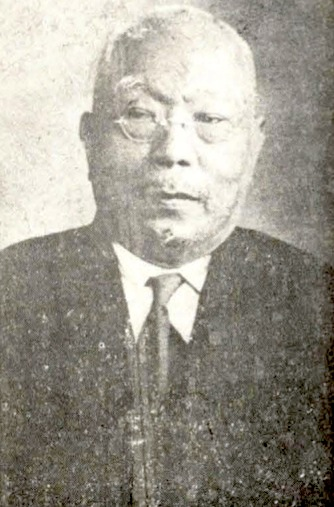
羅秀惠

羅秀惠（1866年11月28日—1942年5月8日:29），字蔚村，號蕉麓，別號花花世界生，臺灣臺南人，日治時期文人，清朝舉人，亦書法家，與其妻蔡碧吟於1976年被臺南市政府譽為「清代臺南府城十大書家之一」，擅長草書，亦能左書，此外他也是臺南南社的成員之一。。
日治初期獲臺灣總督府授佩紳章，其紳章後來被收回。由於羅秀惠與王香禪及蔡碧吟的感情關係，曾被外界認為是遭褫奪紳章原因。

## 生平
羅秀惠的出生年眾紀錄紛紜，據其詩作、別號丙寅生及書法落款推斷，生年當在丙寅年（1866年），至於其出生日期依其詩作推斷當生於「十月二十二日」（農曆）。父親羅世芳，母親何氏維，羅秀惠為長男。早年，羅秀惠曾於臺南海東、崇文、蓬壺等書院讀書。
羅秀惠年少時向蔡國琳學習，後入贅老師之女蔡碧吟。光緒十二年（1886年）通過嘉義縣縣試，隨後通過臺南府府試、道試，因而得以「入泮」:64。光緒十四年（1888年）參加鄉試中舉，但次年（己丑年，1889年）參加會試落榜:64。
光緒二十一年（1895年）清帝國因甲午戰爭戰敗，與日本簽訂《馬關條約》，割讓臺灣，罗秀惠與同為举人的黄宗鼎、汪春源，戶部主事葉題鴈、翰林院庶吉士李清琦等人联合上书都察院代奏光绪帝反对割台。臺灣割讓給日本時，曾一度搬到北京居住，1897年返臺，定居臺南安平。
明治三十年（1897年）4月15日，羅秀惠獲臺灣總督府頒贈紳章。
之後羅秀惠擔任臺南國語傳習所教務囑託。此外在兒玉源太郎擔任臺灣總督時，曾受聘擔任《臺澎日報》漢文主筆，且參與《臺南縣志》的編纂工作。1899年臺南師範學校（今臺南大學）成立後，應聘為教務囑託，並教授漢文與習字，後於1902年因病辭職。
據日治時期的戶籍謄本，羅秀惠與王香禪於明治三十八年（1905年）結婚。於1909年離婚。當時羅秀惠入贅蔡碧吟家曾在報紙上多遭非議。大正元年（1912年）11月20日，羅秀惠被收回紳章。外界曾推測係羅氏感情所故，然而據劉庭彰推測，羅秀惠遭褫奪紳章原因應與他於1912年聚賭有關。

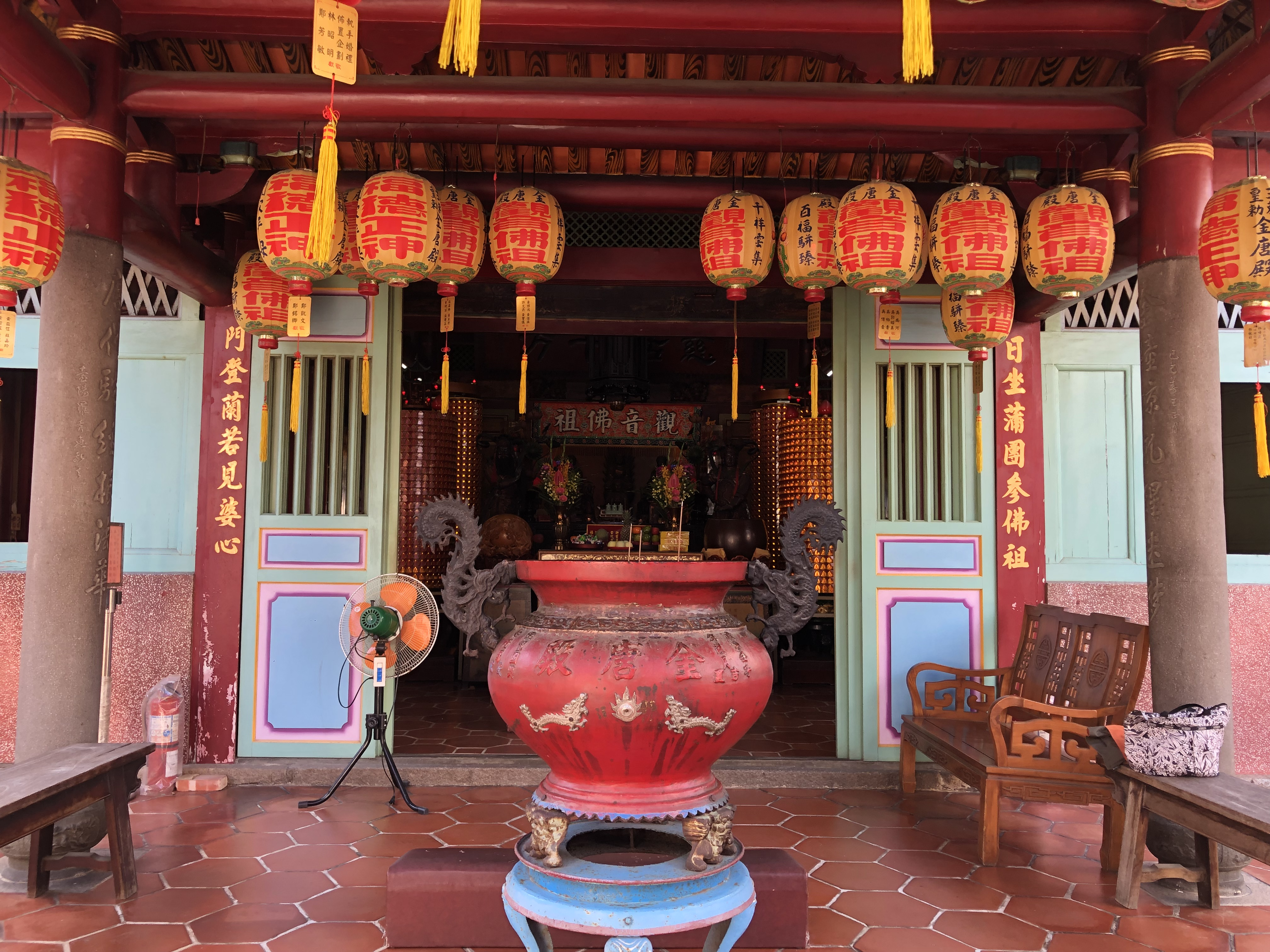
佳里金唐殿內的三寶殿，一旁的石柱上為羅秀惠書法。上載「金錘鯨吼醒迷夢 唐代馱經振法華」，並載「己巳春立正月」「臺陽羅秀惠敬書」。己巳年應為1929年。

之後羅秀惠前往福建創《廈門日報》，該報停刊後再次返回臺南，於1905年至1908年間往臺北的《臺灣日日新報》漢文部工作，而後因為得到基隆顏家顏國年等人贊助於1925年1月創立了《臺北梨華新報》，擔任發行人一職。1928年8月他曾開「蕉麓千書會」任人求取墨跡，故其作品流傳甚廣，而在1935年11月時他又以「奎社書道會」名義在臺北永樂町舉辦了全島書畫展。
據石萬壽〈臺南府城人物誌〉載，羅秀惠「性好漁色，縱情花酒，聲名狼藉，曾以棄詩妓王香禪，而娶才女蔡碧吟，為時論所不容。婚後放蕩如故，未幾，即將蔡家家產揮霍殆盡，終至潦倒而終。」